# Johan Carl Kempe

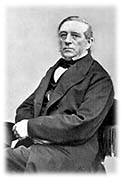
JC Kempe

Johan Christoffer Carl Kempe, genannt JC, (* 19. November 1799 in Stralsund; † 17. Oktober 1872 auf der Ångermanland zwischen Härnösand und Stockholm) war ein schwedisch-deutscher Kaufmann und Industrieller, der als Gründer der Mo och Domsjö AB (Vorgänger des heutigen Holmen-Konzerns) gilt.
Kempe wurde 1799 als Sohn eines Kaufmanns und Reeders in Schwedisch-Pommern geboren. Während der Napoleonischen Kriege verlor der Vater einen Großteil seines Vermögens und schickte den dreizehnjährigen JC zu seinem Onkel nach Stockholm, wo er zum Kaufmann ausgebildet werden sollte. Nach sieben Jahren bei seinem Onkel, mit dem JC immer wieder in Streit geriet, beschloss er nach Pommern zurückzukehren. Olof Johan Wikner, einer der Kollegen Kempes im Büro des Onkels, bot ihm eine Stelle als Buchhalter bei seinem Vater Johan Wikner in Härnösand an. Dieser war ein Händler, Reeder und Sägewerksbetreiber.
Als Johan Wikner 1823 starb, heiratete Kempe dessen Tochter Carin und besaß dadurch zusammen mit seinem Schwager Olof das Unternehmen Johan Wikner & Comp., dem unter anderem das Sägewerk in Mo gehörte. 1836 verkaufte Olof Wikner seine Anteile am Unternehmen an Kempe, der in den Schiffbau investierte und zeitweise eines der größten schwedischen Handelsschiffe (die Hindoo) besaß. Das Sägewerk baute Kempe erst nur wenig aus, er kaufte jedoch Boden an der Mündung des Moälven in Domsjö, um das geflößte Holz auf Schiffe zu verladen. 1853 brannte das Sägewerk ab und wurde durch ein modernes mit größerem Effekt ersetzt. Mit den höheren Einnahmen kaufte Kempe weiteres Land und baute die Flößereiwege aus. Im Alter von 59 Jahren übergab er Teile des Unternehmens an seine Söhne Wilhelm und Bernhard, behielt jedoch die Anlagen in Mo und Domsjö, außerdem ein Büro in Stockholm. 1864/1865 wurde eine Dampfsäge in Domsjö gebaut, der Grundstein für die Domsjö Fabriker. Auf dem Rückweg von einer Inspektion des Sägewerkes in Mo starb Kempe am 17. Oktober 1872 auf dem Dampfer Ångermanland auf der Ostsee zwischen Härnösand und Stockholm.